# Holbrook (Massachusetts)
Holbrook – miasto w Stanach Zjednoczonych, w stanie Massachusetts, w hrabstwie Norfolk.